# シェルパ語
シェルパ語(ཤར་པའི་སྐད་ཡིག,  shar pa'i skad yig)は、シナ・チベット語族チベット・ビルマ語派に属する言語である。ネパール、シッキム、チベットのシェルパ人地域で話されている。シェルパ語はチベット文字やデーバナーガリー文字で記述される。

## 語彙
| 曜日   | シェルパ語             |
| ------ | ---------------------- |
| 日曜日 | Ngi`ma (Ng' は / ŋ /.) |
| 月曜日 | Dawa                   |
| 火曜日 | Mingma                 |
| 水曜日 | Lakpa                  |
| 木曜日 | Phurba                 |
| 金曜日 | Pasang                 |
| 土曜日 | Pemba                  |

## 文法
- SOV型

音声学的には、シェルパ語は声調言語である。